# Новая Дубровка (Брянская область)
Новая Дубровка — поселок в Красногорском районе Брянской области в составе Колюдовского сельского поселения.

## География
Находится в западной части Брянской области на расстоянии приблизительно 15 км на запад по прямой от районного центра поселка Красная Гора.

## История
На карте 1941 года отмечен как Ново-Дубровка с 12 дворами. До 1954 в Дубровском сельсовете, в 1954-2005 в Фошнянском сельсовете.

## Население
63 человека (2002), 5 человек (2010).